# Phtheochroa
Phtheochroa is een geslacht van vlinders uit de familie bladrollers (Tortricidae). De wetenschappelijke naam is voor het eerst geldig gepubliceerd in 1829 door James Francis Stephens.
Het is een groot geslacht dat meer dan honderd soorten omvat.

## Soorten
- P. aarviki Razowski & Brown, 2012
- P. aegrana (Walsingham, 1879)
- P. albiceps (Walsingham, 1914)
- P. amasiana (Ragonot, 1894)
- P. amphibola Razowski, 1994
- P. annae Huemer, 1990
- P. arrhostia Gates Clarke, 1968
- P. aureoalbida (Walsingham, 1895)
- P. aureopunctana (Ragonot, 1894)
- P. baboquivariana (Kearfott, 1907)
- P. baracana (Busck, 1907)
- P. birdana (Busck, 1907)
- P. calyptrophanes Meyrick, 1932
- P. canariana (Barnes & Busck, 1920)
- P. cartwrightana (Kearfott, 1907)
- P. ciona Razowski, 1991
- P. circina Razowski, 1991
- P. cistobursa Razowski, 1991
- P. conspicuana (Barnes & Busck, 1920)
- P. cordifera Meyrick, 1932
- P. cornigera (Razowski, 1970)
- P. cymatodana (Rebel, 1927)
- P. chalcantha (Meyrick, 1912)
- P. chaunax Razowski, 1991
- P. chlidantha Razowski, 1994
- P. chriacta Razowski, 1991
- P. chriodes Razowski, 1991
- P. decipiens Walsingham, 1900
- P. deima Razowski, 1994
- P. deltochlaena Meyrick, 1930
- P. descensa Razowski, 1991
- P. dodrantaria (Razowski, 1970)
- P. drenowskyi (Rebel, 1916)
- P. duponchelana (Duponchel, 1843)
- P. durbonana (Lhomme, 1937)
- P. ecballiella Huemer, 1990
- P. eulabea Razowski, 1994
- P. exasperantana (Christoph, 1872)
- P. exasperatana (Christoph, 1872)
- P. farinosana (Herrich-Schäffer, 1856)
- P. faulkneri Razowski, 1991
- P. frigidana (Guenee, 1845)
- P. fulvicinctana (Constant, 1893)
- P. fulviplicana (Walsingham, 1897)
- P. gigantica (Busck, 1920)
- P. gracillimana (Rebel, 1910)
- P. hamartopenis Razowski, 1986
- P. haplidia Razowski, 1986
- P. hyboscia Razowski, 1991
- P. hybrista Razowski, 1991
- P. hydnum Razowski, 1991
- P. imitana Derra, 1990
- P. ingridae Huemer, 1990
- P. inopiana

Dof smalsnuitje (Haworth, 1811)
- P. insipidana Zeller, 1877
- P. iodes (Gates Clarke, 1968)
- P. issikii (Razowski, 1977)
- P. jerichoana (Amsel, 1935)
- P. johnibrowni Razowski, 1991
- P. kenneli (Obraztsov, 1944)
- P. kenyana Aarvik, 2010
- P. krulikovskiji (Obraztsov, 1944)
- P. krulikovskji (Obraztsov, 1944)
- P. larseni Huemer, 1990
- P. lonnvei Aarvik, 2010
- P. loricata (Razowski, 1984)
- P. lucentana (Kennel, 1899)
- P. melasma (Clarke, 1968)
- P. meraca (Razowski, 1984)
- P. mexacta Butler, 1883
- P. micana (Denis & Schiffermüller, 1775)
- P. modestana (Busck, 1907)
- P. natalica Razowski, 2005
- P. nigrosparsana (Chrétien, 1922)
- P. noctivaga (Razowski, 1984)
- P. noema Razowski, 1991

- P. obnubila (Razowski, 1984)
- P. ochodea Razowski, 1991
- P. ochralana (Chrétien, 1915)
- P. ochrobasana (Chretien, 1915)
- P. ophryodes Meyrick, 1927
- P. osthelderi Huemer, 1990
- P. palpana (Ragonot, 1894)
- P. pecosana (Kearfott, 1907)
- P. percnoptila Meyrick, 1933
- P. piptmachaeria Razowski, 1986
- P. pistrinana (Erschoff, 1876)
- P. praefasciata Meyrick, 1932
- P. primula (Walsingham, 1914)
- P. procerana (Lederer, 1853)
- P. psychrodora Meyrick, 1936
- P. pulvillana Herrich-Schäffer, 1851
- P. purana (Guenee, 1845)
- P. purissima (Osthelder, 1938)
- P. quaesita (Razowski, 1984)
- P. rectangulana (Chretien, 1915)
- P. reisseri (Razowski, 1970)
- P. retextana (Erschoff, 1874)
- P. riscana (Kearfott, 1907)
- P. rugosana

Schimmelbladroller (Hübner, 1799)
- P. schreibersiana

Tweekleurig smalsnuitje (Frolich, 1828)
- P. schreieri Derra, 1990
- P. simoniana (Staudinger, 1859)
- P. sinecarina Huemer, 1990
- P. singulana Herrich-Schäffer
- P. sociana (Esartyia, 1988)
- P. sodaliana

Bont smalsnuitje (Haworth, 1811)
- P. subfumida (Falkovitsh, 1963)
- P. superbissima (Razowski, 1984)
- P. syrtana Ragonot, 1888
- P. tenerima Razowski, 1986
- P. terminana (Busck, 1907)
- P. thaumantias Razowski, 1994
- P. thiana Staudinger, 1899
- P. trajectana (Zeller, 1877)
- P. tubulata Arenberger, 1997
- P. undulata (Danilevsky, 1962)
- P. unionana (Kennel, 1900)
- P. variolosana Christoph, 1887
- P. veirsi Razowski, 1986
- P. vicina (Walsingham, 1914)
- P. villana (Busck, 1907)
- P. vulneratana (Zetterstedt, 1839)
- P. waracana (Kearfott, 1907)
- P. weiserti Arenberger, 1997
- P. zerena Razowski & Becker, 1993